# Rion-des-Landes
Rion-des-Landes is een gemeente in het Franse departement Landes (regio Nouvelle-Aquitaine). De plaats maakt deel uit van het arrondissement Dax. Op 1 januari 2017 werd de gemeente Boos opgeheven en aan de gemeente Rion-des-Landes toegevoegd. Rion-des-Landes telde op 1 januari 2022 3.115 inwoners. 

## Geografie
De oppervlakte van Rion-des-Landes bedroeg op 1 januari 2022 134,06 vierkante kilometer; de bevolkingsdichtheid was toen 23,2 inwoners per km².

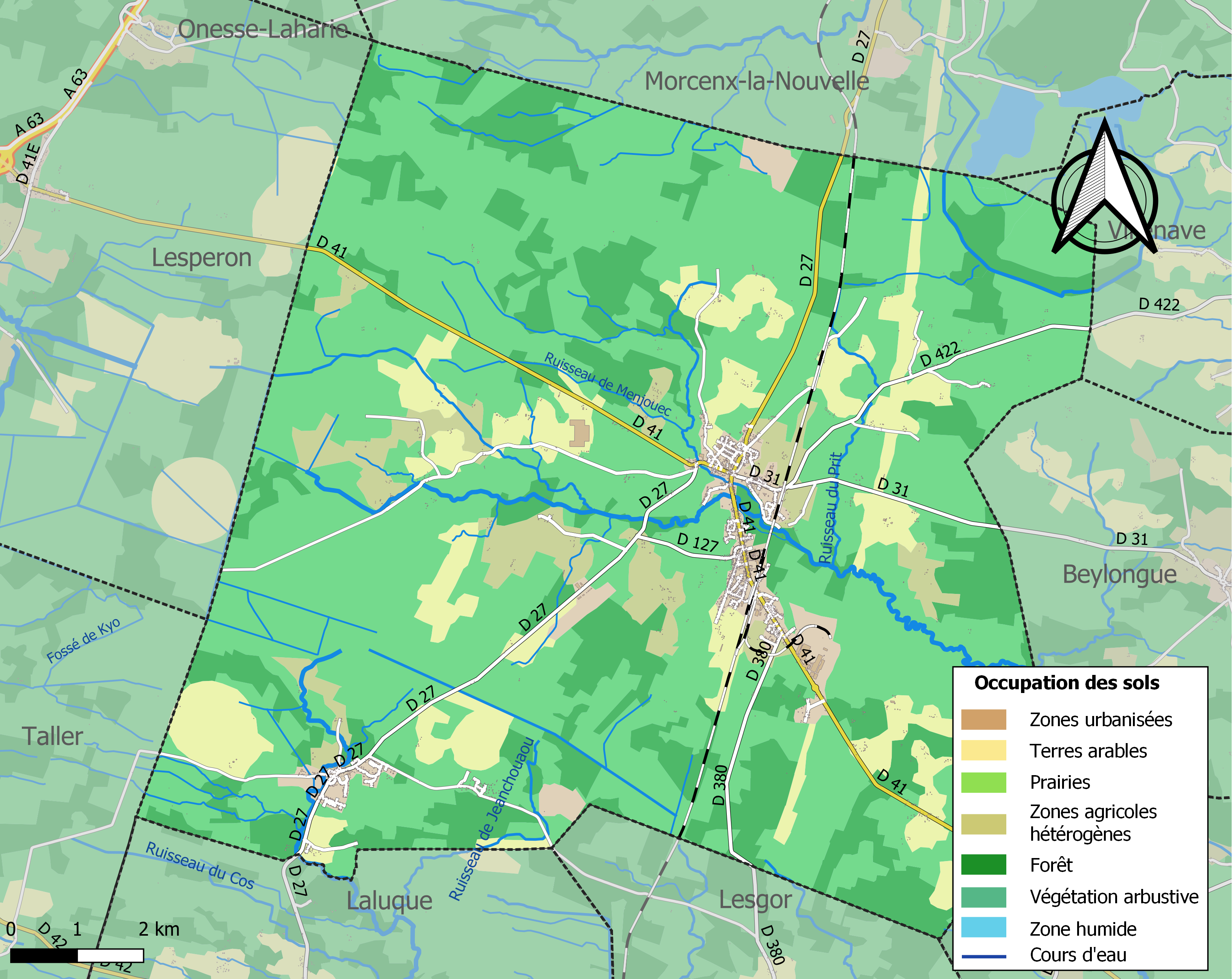
Kaart van de gemeente met de belangrijkste infrastructuur, bodemgebruik en omliggende gemeenten

## Verkeer en vervoer
In de gemeente ligt spoorwegstation Rion-des-Landes.

## Demografie
Onderstaande figuur toont het verloop van het inwonertal (bron: INSEE-tellingen).